# Максудов, Мамасали
Мамасали Максудов — советский узбекистанский хозяйственный деятель, Герой Социалистического Труда.

## Биография
Родился в 1912 году в Ленинске. Член КПСС с 1938 года.
В 1930—1933 — табельщик колхоза «Равшан» Ленинского района Андижанской области.
Окончил Ташкентскую высшую сельскохозяйственную школу, Ташкентскую высшую партийную школу.
Участник Великой Отечественной войны
В 1946—1951 — заместитель директора, в 1953—1955 — секретарь парткома, в 1955—1959 — директор первой Ленинской МТС Андижанской области.
В 1959—1960 — председатель колхоза имени Серго, в 1960—1963 — председатель колхоза «Социализм» Ленинского района Андижанской области.
В 1963—1970 — заместитель начальника Ленинской райсельхозтехники.
В 1970—1980 — начальник ремпункта Ленинской райсельхозтехники.
Указом Президиума Верховного Совета СССР от 11 января 1957 года присвоено звание Героя Социалистического Труда с вручением ордена Ленина и золотой медали «Серп и Молот».
Умер после 1985 года в Ленинске.

## Награды и звания
- Герой Социалистического Труда (11.01.1957)
- Орден Ленина (11.01.1957)
- Орден Отечественной войны II степени (1947, 1985)
- Орден Красной Звезды (1945)